# Serap Özçelik
Serap Özçelik Arapoğlu (Istanbul, 18 febbraio 1988) è una karateka turca, specialista nel kumite, campionessa mondiale nel 2014 e quattro volte campionessa europea nella categoria fino a 50 kg.